# Sh2-224
Sh2-224 est un rémanent de supernova visible dans la constellation boréale du Cocher.
Il est situé à 3,5° au sud-est de l'étoile brillante Capella, l'étoile dominante de la constellation. Il est formé de deux filaments nébuleux peu lumineux, dont le plus visible est celui du nord-ouest, et s'étend sur 20' x 30' vers le centre de la source d'ondes radio, qui a plutôt des dimensions de 70' x 75'. Sa déclinaison modérément septentrionale facilite son observation, en particulier dans les régions de l'hémisphère nord, où il est visible haut dans le ciel la plupart des nuits de l'année.
L'objet possède une forme inhabituelle, avec une structure en forme de coquille d'un rayon d'environ 25 pc (∼81,5 al), et est en interaction avec une cavité dans le milieu interstellaire à une température plus élevée que son environnement, située dans la partie sud-ouest et en forme d'arc. Cette conformation suggère que le rémanent de supernova dans la direction sud-ouest est entré en contact avec la cavité, déformant et interagissant d'abord avec cette structure, puis se dilatant à l'intérieur de celle-ci et créant une onde de propagation plus importante qui a émergé du côté opposé, créant ainsi la structure en forme d'arc visible dans la partie la plus à l'ouest, c'est-à-dire au-delà de la cavité. La distance de la structure est estimée à 14700 années-lumière du système solaire, dans une région périphérique du bras de Persée. L'étude des rayons X a permis de déterminer que l'âge de la structure se situe entre 13 000 et 24 000 ans.